# Trudpert z Münstertalu
Trudpert z Münstertalu (ur. w VI wieku w Irlandii/Szkocji, zm. 26 kwietnia ok. 607) – misjonarz, pustelnik, męczennik chrześcijański i święty Kościoła katolickiego.
Święty Trudpert przybył do Münstertalu jako misjonarz, aby głosić Ewangelię. Graf Otbert podarował mu ziemię, na której Trudpert zbudował malutki kościół. Tam prowadził swoją misyjną działalność. Trwała ona 3 lata, do momentu jego męczeńskiej śmierci. Został zabity toporem przez dwóch nienawidzących go parobków Otberta, kilka metrów od swojego kościoła.
Obecny kościół klasztorny został wybudowany na miejscu pochowania męczennika.
Jego wspomnienie liturgiczne obchodzone jest 26 kwietnia lub w dniach następnych.